# يوم وقف التنمر السيبيري
وقف التسلط عبر الإنترنت اليوم هو يوم التوعية التي أطلقتها منظمة سيبرسمايل في 17 يونيو / حزيران 2012 الذي يقام في يوم الجمعة الثالث من يونيو سنويا. هذا اليوم يشجع الناس من جميع أنحاء العالم لإظهار التزاماً تجاه بيئة شاملة ومتنوعة حيث الإنترنت للجميع، دون خوف من تهديدات شخصية ـ تحرش أو اعتداء.
هذا اليوم جمع شخصيات العامة، منظمات غير ربحية تجارية حكومات ومؤسسات تعليمية الذين يقفون ضد التسلط عبر الإنترنت والإساءة من أي نوع للدفاع عن حق الإنسان في حرية التعبير والاحترام المتبادل.اظهر العالم دعمهم لهذا اليوم باستخدام #STOPCYBERBULLYINGDAY كهاشتاج على وسائل التواصل الاجتماعية  بالضافة إلى رسائلهم الموجهة.
اتم تحديد  مناسبة يوم  وقف التنمر السبيري  التالي في 21 يونيو 2019.

## مشاركة العلامات التجارية & الإعلام
دعمت العلامات التجارية مثل تويتر، MTV, تيلينور، ESL (بالامارات) وWWE ْوقف التسلط عبر الإنترنت اليوم من خلال الإعلانات العامة، ومشاركات  عبر وسائل التواصل الاجتماعية وتفاعل المشاهير.
أعلنت مجموعة تيلينور  انها ستقوم بتعليم 4 ملايين طفل في آسيا بحلول عام 2020 عن يوم وقف التسلط عبر الإنترنت من خلال إطلاق مبادرة  "كن بطلا" Cyberhero".
 اظهرت «مكافي» تعاونها لدعم وقف التسلط عبر الإنترنت   طلبت من عملائها لرفع صوتهم وتوحيد ضد التسلط عبر الإنترنت.
WWE أصدرت سلسلة من أشرطة الفيديو تزامنا مع يوم وقف التسلط عبر الإنترنت   من  خلال إعلان  مع المصارعين مثل بيغ شو وبايلي  تشجيع مستخدمي الإنترنت أن يكونو لطفاء مع بعضهم البعض.
 وسجلت Telus دعمها لهذا اليوم من خلال تبرعها 1 دولار لكل تعهد كجزء من مبادرة وطنية لدعم برامج #EndBullying للشباب في كندا لتامين مليون دولار من التبرعات.
 أطلقت SuperStroke حملة لجمع التبرعات لدعم  الحملة مع لاعب غولف بيج Spiranac  بهدف وقف التسلط عبر الإنترنت من خلال تقديم 50% من عائدات المبيعات.

## ابحاث
بمناسبة  هذا اليوم في عام 2012 نشرت مؤسسة    Cybersmile Foundation بحث كشفت فيه أن 92% من اساتذة   بريطانيا قد مروا بتجربة  التسلط عبر الإنترنت في مرحلة ما خلال حياتهم المهنية، واعتراف  78% منهم عن أنهم قد تعرضوا شخصيا لتسلط عبر الإنترنت، سواء كان موجها ضد أنفسهم: طلابهم أو كوظفين احرين.

## إعلان الخدمة العامة
نشرت Cybersmile Foundation في عام 2017،  PSA فيديو في يوم وقف التسلط عبر الإنترنت مع مجموعة من النجوم العالميين للدعوة لإنهاء التسلط عبر الإنترنت.  تخلل الفيديو ظهور المصارعين WWE بيغ شو، بايلي، ز النجوم جوني أورلاندو لورين Orlando, دانيال باديلا، كاثرين برناردو وكريستا ألين.
`

## في الثقافات الشهيرة
تشارك الفنانون ليتل ميكي، نيك جونسون، جيسون ديرولو، كميلا كبيو، كيللي كلاركسون وكارلي رياجبسن افكارهم في الحفل الذي اقيم بعاصمة سمر تايم بول حول كيفية التعامل مع التنمر الإلكتروني. وكان لشوغر كيم وجود بارز في اليوم العالمي لانهاء التنمر الإلكتروني خلال حملة "
feeling the love for tonight.
كما شارك بهذا اليوم كل من ديفيد هاسلتون، وليام سانتر، سيلين ديون، شارلوت كروسبي، ماكنزي سيقلر، الذين اظهروا دهمهم للحملة من خلال تغريداتهم التي نشروها على تويتر.